# Liste von Persönlichkeiten der Stadt Altötting
In dieser Liste werden die Persönlichkeiten mit Bezug zur Stadt Altötting aufgeführt.

## Söhne und Töchter der Stadt
Die folgenden Personen wurden in Altötting geboren. Für die Nennung hier ist es unerheblich, ob die Personen ihren späteren Wirkungskreis in Altötting hatten oder nicht. Viele sind andernorts bekannt geworden. Die Liste erhebt keinen Anspruch auf Vollständigkeit.
- Ludwig das Kind (893–911), ostfränkischer König
- Wolfgang Kolberger (1445–nach 1518), Kanzler und zeitweise Statthalter Herzog Georgs von Bayern-Landshut
- Rupert Pfärtl (1704–1737), Benediktiner und Musiker
- Johann Nepomuk Buchinger (1781–1870), Jurist, Historiker, Reichsarchivrat und Hochschullehrer in München
- Johann Nepomuk Strixner (1782–1855), Zeichner, Lithograph und Kupferstecher
- Kaspar von Hagens (1800–1877), Generalleutnant
- Siegmund von Pranckh (1821–1888), bayerischer General und Kriegsminister
- Louise Beck (1822–1879), katholische Visionärin
- Joachim Sighart (1824–1867), katholischer Theologe, Kunsthistoriker und Domkapitular zu München
- Rudolf Esterer (1879–1965), Architekt und Denkmalpfleger
- Joseph Franz Seraph Lutzenberger (1882–1951), Architekt und Künstler, ausgewandert nach Brasilien, Vater von José Lutzenberger
- Weiß Ferdl (1883–1949), Volkssänger und -schauspieler
- Bonifaz Wöhrmüller (1885–1951), Abt von St. Bonifaz in München
- Paul Augustin Mayer (1911–2010), Kurienkardinal
- Hannes Mayer (1922–2001), Forstwissenschaftler
- Josef Pfennigmann (1923–1978), Historiker mit Forschungsbeiträgen zur Geschichte Altöttings und der Gnadenkapelle
- Hans Riehl (1935–2019), Historiker und Journalist
- Konrad Baumgartner (* 1940), römisch-katholischer Theologe
- Herbert Riehl-Heyse (1940–2003), Journalist und Autor
- Reinhold Miller (* 1943), Pädagoge und Autor
- Christa Stewens (* 1945), Politikerin (CSU), bayerische Staatsministerin
- Johannes K. Soyener (1945–2018), Schriftsteller
- Gisela Zahlhaas (* 1945), Archäologin
- Johannes Fischer (* 1947), evangelischer Theologe
- Stefan Jetz (* 1947), Politiker
- Andreas Altmann (* 1949), Autor und Journalist
- Helmi Boxberger (* 1950), Schwimmerin und Olympiateilnehmerin
- Barbara Zimmermann (* 1950), Journalistin und Schriftstellerin
- Jochen Kröhne (* 1956), Fernsehmoderator und -Programmdirektor
- Margit Ksoll-Marcon (* 1956), Historikerin
- Elvira Lantenhammer (* 1956), Malerin
- Ernst Prost (* 1957), Unternehmer
- Christa Womser-Hacker (* 1957), Informationswissenschaftlerin
- Josef Neumaier (* 1958), Sportschütze
- Johann Brandstetter (* 1959), Illustrator und Künstler, wohnt in Neuötting
- Hannes Hintermeier (* 1961), Journalist und Literaturkritiker
- Maurus Reinkowski (* 1962), Historiker und Islamwissenschaftler
- Noe Noack, bürgerlich Ernst Noack (* 1963), Skilanglauf- und Laufsportler, Radiomoderator, Musikjournalist, DJ und Labelbetreiber
- Gertrud Huber (* 1963), Musikpädagogin und Zitherspielerin
- Thomas Grasberger (* 1964), Journalist und Autor
- Achim Kleist (* 1965), Musikproduzent und Komponist
- Hans-Christian Schmid (* 1965), Filmregisseur und Drehbuchautor
- Daniel Parello (* 1966), Kunsthistoriker
- Rafaela Kraus (* 1967), Wirtschaftswissenschaftlerin und Hochschullehrerin
- Andreas Hykade (* 1968), Trickfilmregisseur
- Johann Simon Kreuzpointner (* 1968), Komponist, Musikpädagoge und Kirchenmusiker
- Wolfgang Nadvornik (* 1970), Fernsehmoderator
- Werner Riess (* 1970), Althistoriker
- Renate Wimmer (* 1970), Richterin am Bundesgerichtshof
- Elke Zauner (* 1972), Malerin
- Marisa Burger (* 1973), Schauspielerin
- Markus Baumeister (* 1975), Schauspieler
- Sascha Schnürer (* 1979), Politiker
- Anton Leiss-Huber (* 1980), Opernsänger, Schauspieler, Autor und Sprecher
- Eva-Maria Troelenberg (* 1980), Kunsthistorikerin
- Katrin Esefeld (* 1982), Langstreckenläuferin
- Timo Nagy (* 1983), Fußballspieler
- Christoph Ullmann (* 1983), Eishockeyspieler
- Thomas Kurz (* 1988), Fußballspieler
- Maximilian Thiel (* 1993), Fußballspieler
- Julian Pollersbeck (* 1994), Fußballspieler
- Bastian Kurz (* 1996), Fußballspieler
- Richard Neudecker (* 1996), Fußballspieler
- André Leipold (* 2001), Fußballspieler
- Mario Zimmermann (* 2001), Eishockeyspieler
- David Udogu (* 2003), Fußballspieler
- Kilian Nennhuber (* 2004), Volleyball- und Beachvolleyballspieler
- Ulrike Hofbauer, Sängerin (Sopran)

## Persönlichkeiten, die vor Ort wirken bzw. wirkten
Hier werden bekannte Persönlichkeiten aufgeführt, die in Altötting einen Teil ihres Lebens verbringen oder verbracht haben.
- Karlmann (um 830–880), Urenkel von Karl dem Großen, von 876 bis 880 ostfränkischer König und von 877 bis 879 König von Italien, bestattet in der Stiftspfarrkirche.
- Johann t’Serclaes von Tilly (1559–1632), Heerführer der Katholischen Liga und einer der namhaftesten Feldherrn des Dreißigjährigen Kriegs, bestattet in der Stiftspfarrkirche.
- Abraham Megerle (1607–1680), Priester und Komponist
- Max Keller (1770–1855), Komponist, wirkte als Organist in Altötting. Seit 2006 ist die Berufsfachschule für Musik nach ihm benannt.
- Georg Valentin Röder (1776–1848), deutscher Komponist und Musiker
- Konrad von Parzham (1818–1894), Heiliger der römisch-katholischen Kirche
- Cyprian Fröhlich (1853–1931), Kapuziner und Mitbegründer der Caritas, der Bahnhofsmission und des Seraphischen Liebeswerks
- Karolina Burger (1879–1949), katholische Lehrerin und Aktivistin
- Max Heydemann (1884–1956), Politiker und Journalist
- Marie Freiin von Gebsattel (1885–1958), Oberin der Marienschwestern vom Heiligen Ludwig Maria Grignion de Montfort
- Andreas Rohracher (1892–1976), Erzbischof von Salzburg, lebte von 1969 bis zu seinem Tode im Kapuzinerkloster Altötting
- Hans Geiselberger (1894–1957), deutscher Druckereibesitzer und Verleger
- Ernst Hiemer (1900–1974), deutscher Schriftsteller
- Herbert Hennies (1900–1979), deutscher Schauspieler und Schriftsteller
- Wilhelm Schamoni (1905–1991), Theologe und Zeitungsherausgeber
- Paul Selesion (* 6. Nov. 1907; † 26. Jan. 2001), Leiter der "Singschule" Altötting
- Wilhelm Schraml (1935–2021), Bischof von Passau
- Gerold Tandler (* 1936), ehem. bayerischer Staatsminister (CSU) und Hotelier in Altötting
- Gerhard Polt (* 1942), Kabarettist, verbrachte in Altötting seine Kindheit
- Herbert Hofauer, Erster Bürgermeister von 1995 bis 2020